# Thr3e
Thr3e – film fabularny oparty na powieści Teda Dekkera o tym samym tytule.

## Opis fabuły
Student Marc zostaje wplątany w niecodzienną grę z psychopatycznym mordercą. Teoretyczne dotąd zmagania z dobrem i złem doczekały się rzeczywistej próby.

## Obsada
- Marc Blucas – Kevin Parson
- Justine Waddell – Jennifer Peters
- Laura Jordan – Samantha Sheer
- Max Ryan – kapitan Milton
- Bill Moseley – Slater
- Kai Schoenhals – Hot Dog Vendor
- Mariusz Pilawski
- Adam Malecki – Roy Peters
- Zbigniew Modej – kierowca autobusu
- Marek Śledziewski
- Marta Gierszanin
- Bruno Jasieński – młody Kevin

## Informacje dodatkowe
- Część akcji filmu rozgrywa się w centrum Łodzi (m.in. wybuch amerykańskiego autobusu na placu Reymonta i Warszawie.
- Film nie spotkał się z pozytywną reakcją krytyków międzynarodowych[1].